# Cathaemacta
Cathaemacta là một chi bướm đêm thuộc họ Geometridae.

## Các loài
- Cathaemacta loxomochla Turner, 1929
- Cathaemacta thermistis (Lower, 1894)